# Suleka Mathew
Pour les articles homonymes, voir Mathew.
Suleka « Sue » Mathew est une actrice canadienne, d'origine indienne, elle est surtout connue pour son rôle du Dr Sunita Ramen dans la série canadienne Coroner Da Vinci et celui de Bobbie Jackson, une infirmière amputée d'une jambe, dans la série Hawthorne : Infirmière en chef.

## Biographie
Née à Kerala, en Inde, elle vit à Vancouver, Canada, depuis l'âge de deux ans.

## Filmographie

### Cinéma

#### Court métrage
- 2000 : Lift de Scott Weber : Pride

#### Long métrage
- 1991 : Run de Geoff Burrowes (en) : Casino Cashier
- 1991 : L'Arme secrète (The Hitman) d'Aaron Norris : Attendant
- 1995 : Dangerous Indiscretion de Richard Kletter : Nancy Coles
- 2001 : Lola de Carl Bessai : Coffee Shop Woman
- 2002 : 7 jours et une vie (Life or Something Like It) de Stephen Herek : Airline Attendant
- 2003 : The Republic of Love de Deepa Mehta : Yasmine
- 2004 : Un soupçon de rose (Touch of Pink) d'Ian Iqbal Rashid : Nuru Jahan
- 2005 : The Score de Kim Collier et Kim Colwell : Annette
- 2005 : Mon amie Masha (Bear with Me) de Paul Ziller : reporter télévisé

### Télévision

#### Téléfilm
- 1990 : Always Remember I Love You de Michael Miller : Pam
- 1995 : A Family Divided de Donald Wrye : Christine
- 1996 : Have You Seen My Son de Paul Schneider : Reader
- 2000 : Rencontre avec le passé (The Man Who Used to Be Me) de Jeff Woolnough : lieutenant Betsy Franklin
- 2003 : A Crime of Passion de Charles Wilkinson : inspecteur Holloway
- 2006 : Les Derniers Jours de la planète Terre (Final Days of Planet Earth) de Robert Lieberman : Marianne
- 2011 : Le Visage d'un prédateur (Good Morning, Killer) de Maggie Greenwald : Barbara Sullivan

#### Série télévisée
- 1988 - 1989 : 21 Jump Street :
  - (saison 3, épisode 05 : Naître ou ne pas naître) : Valerie
  - (saison 3, épisode 19 : La Guerre des gangs, partie 1) : Elena
- 1989 : MacGyver : Darlene
  - (saison 4, épisode 12 : Défi en noir et blanc)
  - (saison 4, épisode 13 : La Fugitive)
- 1990 : Le Ranch de l'espoir (en) (Neon Rider) : (saison 1, épisode 08 : The Mighty Quinn) : Jody Dixon
- 1993 - 1994 : L'As de la crime (The Commish) :
  - (saison 2, épisode 20 : Eastbridge Boulevard) : Sue
  - (saison 4, épisode 03 : Working Girls) : Assistant D.A.
  - (saison 4, épisode 04 : Born in the USA) : D.A.
- 1994 - 1996 : X-Files : Aux frontières du réel (The X-Files) :
  - (saison 1, épisode 23 : Roland) : Lisa Dole
  - (saison 3, épisode 16 : L'Épave, partie 2) : Agent Caleca
- 1990 : Highlander (saison 4, épisode 09 : Pour l'amour de Kali) : Vashti
- 1996 : Profit (saison 1, épisode 01 : Pilot)
- 1998 : Viper (saison 3, épisode 16 : Ne faites confiance à personne) : Sue Sanchez (as Sue Mathew)
- 1998 : Traque sur Internet (The Net) (saison 1, épisode 09 : Panne générale) : Technicien
- 1998 - 1999 : The Crow (7 épisodes) : D.A. Cordelia Warren
- 1998 - 2003 : Coroner Da Vinci (Da Vinci's Inquest) (66 épisodes) : Dr Sunita « Sunny » Ramen
- 2000 : Secret Agent Man (saison 1, épisode 12 : The Brench) : Ellen
- 2000 : Dark Angel : Reporter / News Reporter
  - (saison 1, épisode 01 : Un autre monde, partie 1)
  - (saison 1, épisode 05 : Les Mains sales)
- 2001 - 2002 : Stargate SG-1 :
  - (saison 5, épisode 15 : Sans issue, partie 1)
  - (saison 5, épisode 16 : Sans issue, partie 2)
- 2002 : The Eleventh Hour (saison 1, épisode 01 : Mad as Hatters) : Christina Mehta
- 2003 : Battlestar Galactica : Reporter
- 2003 - 2006 : Dead Zone (6 épisodes) : Dr Janet Gibson
- 2004 : À la Maison-Blanche (The West Wing) : Mme Chakrabarty
  - (saison 6, épisode 05 : Le Pic de Hubbert)
  - (saison 6, épisode 06 : La Réaction Dover)
- 2006 - 2008 : Men in Trees : Leçons de séduction (Men in Trees) (28 épisodes) : Sara Jackson
- 2009 - 2011 : Hawthorne : Infirmière en chef (Hawthorne) (30 épisodes) : Bobbie Jackson
- 2010 : Stargate Universe (saison 1, épisode 14 : Regrets éternels) : Constance
- 2012 : Flashpoint (saison 5, épisode 11 : Prise de conscience) : Dr Bell (Psychologist)
- 2012 : NCIS : Enquêtes spéciales (NCIS) (saison 9, épisode 20 : La Position du missionnaire) : Navy Commander Maria Castro
- 2013 : Red Widow (8 épisodes) : Dina Tomlin
- 2014 : Almost Human (saison 1, épisode 11 : Disrupt) : Kay Stenson
- 2023 : Mayfair Witches : Arjuna